# تپه سر تیغ حصار
تپه سر تیغ حصار مربوط به سدهٔ ۸ تا ۱۲ ه.ق است و در شهرستان سبزوار، بخش مرکزی، روستای دلبر واقع شده و این اثر در تاریخ ۲۲ مرداد ۱۳۸۴ با شمارهٔ ثبت ۱۳۱۵۷ به‌عنوان یکی از آثار ملی ایران به ثبت رسیده است.